# Asahi Linux
Asahi Linuxは、Appleシリコン搭載MacでのLinuxカーネルと関連ソフトウェアの移植を目指すプロジェクトおよびコミュニティ、Linuxディストリビューションである。プロジェクトはヘクター・マーティンが立ち上げた。

## 歴史
2020年11月、M1搭載のMacが発表された同月、リーナス・トーバルズはM1搭載MacへのLinuxの移植に時間的、技術的理由から否定的であった。
2020年12月1日、ITセキュリティコンサルタントでハッカーのヘクター・マーティンがLinuxをAppleシリコンに移植するクラウドファンディングプロジェクトを発表した。
同年12月21日のライブ配信にてプロジェクト名を「Asahi Linux」と発表。
2021年1月2日には目標金額を達成、正式にプロジェクトを始動させた。
2022年3月18日にAsahi Linuxのインストーラのアルファ版がリリースされた。インストーラは選択肢としてArch Linux ARMカスタマイズのデスクトップ環境か最小環境、OpenBSDをインストールするための基本的なUEFI環境またはブート可能なUSBドライブを介してAppleシリコンをサポートする代替Linuxディストリビューションが提供されている。
2023年8月、フラッグシップディストロをArch Linux ARMからFedoraへと変更を発表。同年12月19日Fedoraプロジェクトと連携したFedora Asahi Remix 39がリリースされた。
同年11月、Ubuntu Summit 2023のセッションにてAsahi Linuxプロジェクト非公式のUbuntu Asahiが紹介される。
2025年2月、マーティンがプロジェクトからの離脱を発表した。

## 名称について
Macの名前の由来となったリンゴ、マッキントッシュの日本での品種名「旭（あさひ）」から。